# Brachistosternus anandrovestigia
Espèce
Brachistosternus anandrovestigia est une espèce de scorpions de la famille des Bothriuridae.

## Distribution
Cette espèce est endémique de la région de Tacna au Pérou. Elle se rencontre vers Quebrada de Burros.

## Description
Le mâle holotype mesure 43,13 mm et la femelle paratype 44,64 mm.

## Publication originale
- Ojanguren Affilastro, Pizarro-Araya & Ochoa, 2018 : Five new scorpion species of genus Brachistosternus (Scorpiones: Bothriuridae) from the deserts of Chile and Peru, with comments about some poorly studied diagnostic characters of the genus. Zootaxa, no 4531(2), p. 151-194.